# Heba Saadieh
Heba Saadieh (arabisch هبة سعدية, DMG Hiba Saʿdiyya; * 3. Januar 1989) ist eine palästinensische Fußballschiedsrichterassistentin.
Seit 2016 steht sie auf der Liste der FIFA-Schiedsrichter und leitet internationale Fußballpartien.
Saadieh war unter anderem Schiedsrichterassistentin bei der Asienmeisterschaft 2022 in Indien, bei der U-20-Weltmeisterschaft 2022 in Costa Rica und bei der U-20-Asienmeisterschaft 2023 der Männer in Usbekistan. Bei der Asienmeisterschaft 2022 in Indien leitete Saadieh unter anderem gemeinsam mit Joanna Charaktis als Assistentin von Casey Reibelt das Finale zwischen China und Südkorea (3:2).
Durch ihre Nominierung für die Weltmeisterschaft 2023 in Australien und Neuseeland war Saadieh die erste palästinensische Schiedsrichterin bei einer Weltmeisterschaft.